# Madiswil
Madiswil är en ort och kommun i distriktet Oberaargau i kantonen Bern, Schweiz. Kommunen har 3 369 invånare (2023).
Den 1 januari 2007 inkorporerades Gutenburg i kommunen och den 1 januari 2011 inkorporerades kommunerna Leimiswil och Kleindietwil.